# ماغورزاتا جاسيسكا
ماغورزاتا جاسيسكا (بالبولندية: Małgorzata Jasińska)‏ (و. 1984  م) هي دراجة بولندية، ولدت في أولشتين، شاركت في ركوب الدراجات في الألعاب الأولمبية الصيفية 2016.

## سجل الفوز

### سباقات أو مراحل فاز بها
| التاريخ       | السباق                                                           | المركز                  |
| ------------- | ---------------------------------------------------------------- | ----------------------- |
| 15 أبريل 2007 | Trofeo Ciudad de Sevilla 2007                                    |                         |
| 28 يونيو 2008 | سباق الطريق للسيدات في بطولة بولندا 2008                         |                         |
| 27 يونيو 2009 | سباق الطريق للسيدات في بطولة بولندا لسباق الدراجات 2009          | الفائز في التصنيف العام |
| 26 يونيو 2010 | سباق الطريق للسيدات في بطولة بولندا لسباق الدراجات 2010          | الفائز في التصنيف العام |
| 01 يناير 2012 | 2012 Giro della Toscana Int. Femminile – Memorial Michela Fanini | الفائز في التصنيف العام |
| 23 يونيو 2012 | سباق الطريق للسيدات في بطولة بولندا لسباق الدراجات 2012          |                         |
| 07 يوليو 2012 | طواف إيطاليا للسيدات 2012                                        | الثامن في تصنيف الجبال  |
| 01 يناير 2014 | 2014 Giro della Toscana Int. Femminile – Memorial Michela Fanini |                         |
| 01 يناير 2015 | 2015 Giro della Toscana Int. Femminile – Memorial Michela Fanini | الفائز في التصنيف العام |
| 10 مايو 2015  | طواف أمجين كاليفورنيا للسيدات 2015                               | الثاني في تصنيف الجبال  |
| 16 أغسطس 2015 | طواف النرويج للسيدات 2015                                        | الثامن في تصنيف الجبال  |
| 09 يناير 2016 | 2016 Gran Prix San Luis Femenino                                 | الفائز في التصنيف العام |
| 15 يناير 2016 | 2016 Tour Femenino de San Luis                                   |                         |
| 22 يونيو 2016 | سباق الدراجات ضد الساعة للسيدات في بطولة بولندا 2016             |                         |
| 25 يونيو 2016 | سباق الطريق للسيدات في بطولة بولندا لسباق الدراجات 2016          |                         |
| 22 يونيو 2018 | سباق الدراجات ضد الساعة للسيدات في بطولة بولندا 2018             | الفائز في التصنيف العام |
| 24 يونيو 2018 | سباق الطريق للسيدات في بطولة بولندا لسباق الدراجات 2018          | الفائز في التصنيف العام |
| 28 يونيو 2019 | سباق الدراجات ضد الساعة للسيدات في بطولة بولندا 2019             |                         |

## روابط خارجية
- ماغورزاتا جاسيسكا على موقع الاتحاد الدولي للدراجات (الإنجليزية)
- ماغورزاتا جاسيسكا على موقع أرشيف الدراجات (الإنجليزية)
- ماغورزاتا جاسيسكا على موقع إحصائيات الدراجات الإحترافية (الإنجليزية)
- ماغورزاتا جاسيسكا على موقع نسبة الدراجات (الإنجليزية)
- ماغورزاتا جاسيسكا على موقع اللجنة الأولمبية الدولية (الإنجليزية)
- ماغورزاتا جاسيسكا على موقع أوليمبيديا (الإنجليزية)
- ماغورزاتا جاسيسكا على موقع اللجنة الأولمبية البولندية (مؤرشف) (البولندية)